# Neltnerite
La neltnerite (simbolo IMA:  Nel) è un minerale raro appartenente al gruppo della braunite della classe minerale dei "silicati e germanati" con composizione chimica CaMn3+6O8(SiO4)
Strutturalmente appartiene ai nesosilicati.

## Etimologia e storia
Il minerale è stato intitolato a Louis Neltner (1903 - 1985), direttore dell'École nationale supérieure des mines de Saint-Étienne, pioniere nello studio dei giacimenti minerari delle montagne dell'Alto Atlante (in Marocco).

## Classificazione
Nella Sistematica dei lapis (Lapis-Systematik) di Stefan Weiß, al minerale è stato assegnato il sistema e al minerale nº VIII/B.09-003. Ciò corrisponde alla classe dei "nesosilicati con anioni non tetraedrici", dove la neltnerite forma un gruppo senza nome con il numero di sistema VIII/B.09 insieme ad abswurmbachite, franciscanite, gatedalite, katoptrite, långbanite, braunite, örebroite, welinite e yeatmanite.
La nona edizione della sistematica minerale di Strunz, che è stata aggiornata l'ultima volta dall'Associazione Mineralogica Internazionale (IMA) nel 2009, classifica la neltnerite nella classe dei "silicati e germanati" e da lì nella sottoclasse "9.A Nesosilicati"; questa viene ulteriormente suddivisa in base all'eventuale presenza di anioni aggiuntivi e alla coordinazione dei cationi coinvolti, in modo che il minerale venga classificato in base alla sua composizione nella sezione "9.AG Nesosilicati con anioni aggiuntivi; cationi in coordinazione > [6] ± [6]", dove forma il "gruppo della braunite" con il numero di sistema 9.AG.05 insieme ad abswurmbachite, braunite e braunite-II.
Tale classificazione è mantenuta anche nell'edizione successiva di tale sistematica, proseguita dal database "mindat.org" e chiamata Classificazione Strunz-mindat.
Nella classificazione dei minerali secondo Dana, che viene utilizzata principalmente nel mondo anglosassone, la neltnerite si trova nella classe degli "ossidi e idrossidi" e nella sottoclasse degli "ossidi multipli", dove il minerale si trova insieme ad abswurmbachite, braunite e braunite-II con i quali forma il "gruppo dell'humite (tetragonale: I41/acd) con Si" con il numero di sistema 07.05.01 all'interno della suddivisione "ossidi multipli con la formula ABX2".

## Abito cristallino
La neltnerite cristallizza nel sistema tetragonale nel gruppo spaziale I41/acd (gruppo nº 142) con i parametri reticolari a = 9,464 Å e c = 18,854(1) Å, oltre ad avere 8 unità di formula per cella unitaria.

## Origine e giacitura
A Tachgagalt, in Marocco, la neltnerite è stata trovata in vene con altri minerali contenenti manganese e calcio, in paragenesi con braunite, marokite e crednerite.
Il minerale è piuttosto raro ed è stato ritrovato solo in pochi siti sparsi per il mondo: nel distretto di Pazardžik (Bulgaria); a Gmina Kobierzyce (voivodato della Bassa Slesia, Polonia); a Brebu e Iacobeni (Romania); nella provincia di Yozgat (Turchia); in Marocco nella sua località tipo, la provincia di Zagora; nella municipalità distrettuale di John Taolo Gaetsewe (Sudafrica); nelle contee di Cochise e di Keweenaw (Stati Uniti).